# Perkebunan Sei Bejangkar
Perkebunan Sei Bejangkar is een bestuurslaag in het regentschap Batu Bara van de provincie Noord-Sumatra, Indonesië. Perkebunan Sei Bejangkar telt 1811 inwoners (volkstelling 2010).